# Cyananthus
Die Gattung Cyananthus gehört zur Familie der Glockenblumengewächse (Campanulaceae). Die 21 bis 23 Arten sind im Himalaya und im südwestlichen China verbreitet.

## Beschreibung

### Vegetative Merkmale
Cyananthus-Arten sind einjährige oder ausdauernde krautige Pflanzen. Die ausdauernden Arten sind zwergwüchsig und häufig mit knolliger Sprossbasis Caudex. Der Stängel ist meist niederliegend oder aufsteigend.
Die Laubblätter sind meist wechselständig verteilt am Stängel angeordnet. Die meisten Arten haben einen deutlich ausgeprägten Blattstiel, der oft geflügelt und behaart ist, selten sind die Laubblätter sitzend. Die Blattspreiten sind meist ungeteilt (bei Cyananthus lobatus dreilappig), lanzettlich über herzförmig-oval bis rundlich. Es sind keine Nebenblätter vorhanden.

### Generative Merkmale
Bei einigen Cyananthus-Arten der Sektion Stenolobi liegt Gynodiözie vor. Die Blüten stehen meist einzeln am Stängelende, selten in zymösen Blütenständen. Sie haben einen kurzen Blütenstiel, selten sind die Blüten sitzend.
Die zwittrigen oder eingeschlechtigen Blüten sind radiärsymmetrisch und selten drei-, meist vier- oder fünfzählig mit doppelter Blütenhülle. Der Kelch ist mitunter mit der Krone verwachsen. Die vier bis fünf meist blauen, selten purpurfarbenen oder gelblichen Kronblätter sind trichterförmig oder röhrig verwachsen. Es ist nur ein Kreis mit vier oder fünf Staubblättern vorhanden. Die Staubfäden sind dünn. Der Pollen hat sieben bis neun (sechs bis zwölf) Furchen („colpat“) und mehr oder weniger deutlich abgesetzte „Polkappen“. Der oberständige Fruchtknoten ist drei- bis fünffächrig.
Die Kapselfrüchte öffnen sich am oberen Ende mit drei bis fünf Fruchtklappen.
Die Chromosomenzahl beträgt meist 2n = 14, selten (Cyananthus hookeri) auch 2n = 24.

## Standorte
Die Cyananthus-Arten sind Hochgebirgspflanzen in Höhenlagen von 2000 bis 5000 Metern.

## Systematik, botanische Geschichte und Verbreitung
Die Gattung Cyananthus wurde 1836 durch Nathaniel Wallich und George Bentham in John Forbes Royle: Illustrations of the Botany ... of the Himalayan Mountains ..., 1, Seite 309 aufgestellt.
Die Gattung Cyananthus gehört zu den Glockenblumengewächsen im engeren Sinne (Campanuloideae) und wird dort in eine Verwandtschaftsgruppe mit Campanumoea, Canarina, Codonopsis, Leptocodon und Platycodon gestellt. Der für die Unterfamilie Campanuloideae ungewöhnliche oberständige Fruchtknoten, Pollenmorphologie und die Chromosomenzahl ließen schon lange vermuten, dass Cyananthus ursprünglichen Arten ähnlich ist.
Die Gattung Cyananthus wurde nach Krishna K. Shrestha 1997 in zwei Untergattungen und vier Sektionen gegliedert: 
Untergattung Cyananthus (21 Arten): Gegliedert in vier Sektionen:
- Sektion Cyananthus (sieben Arten)
- Sektion Stenolobi Franch. (neun Arten)
- Sektion Suffruticulosi K.K.Shrestha (zwei Arten)
- Sektion Annui (Y.S.Lian) D.Y.Hong & L.M.Ma (drei Arten)

Untergattung Micranthus K.K.Shrestha (zwei Arten)
Molekulargenetische Daten zeigen, dass es drei Kladen gibt. Man ersetzt die bisherigen Gliederungen. In diesem Jahrhundert gliedert die monophyletische Gattung Cyananthus in drei Sektionen mit etwa 20 bis 21 Arten:

### Sektionen mit ihren Arten und deren Verbreitung
- Sektion Annui (Y.S.Lian) D.Y.Hong & L.M.Ma: Die Arten sind hauptsächlich im Hengduan-Gebirge verbreitet:[1]
  - Cyananthus fasciculatus C.Marq.: Sie gedeiht in Wäldern, Dickichten und auf Grashängen in Höhenlagen von 2400 bis 3500 Metern im westlichen Sichuan sowie nördlichen Yunnan.[4]
  - Cyananthus hookeri C.B.Clarke (Syn.: Cyananthus cronquistii K.K.Shrestha): Sie ist vom zentralen Himalaya in Nepal, Sikkim sowie Bhutan bis östlichen Tibet (im östlichen Namling) und den chinesischen Provinzen südöstlichen Gansu (nur im Tao He Becken), südlichen Qinghai (Tongren sowie Yushu), westlichen Sichuan (im westlichen Kangding sowie Lixian) und nördlichen Yunnan verbreitet.[2][4]
  - Cyananthus inflatus Hook. f. & Thoms.: Sie kommt vom östlichen Himalaya vom nördlichen Indien über Nepal, Bhutan bis nördlichen Myanmar, im südlichen Tibet, im westlichen Guizhou nur Weining, im westlichen Sichuan sowie im nördlichen Yunnan vor.[4]
  - Cyananthus lichiangensis W.W.Smith: Sie gedeiht auf Grashängen und im Gras an Waldrändern in Höhenlagen von 3000 bis 4000 Metern in Tibet, im südwestlichen Sichuan und im nördlichen Yunnan (in Dêqên, Lijiang, Zhenxiong).[4]

- Sektion Cyananthus: Die Arten sind hauptsächlich im Himalaya verbreitet:[1]
  - Cyananthus cordifolius Duthie: Sie kommt im westlichen bis zentralen Himlaya in der Bergregion Kumaon im indischen Bundesstaat Uttarakhand, in Nepal und im südlichen Tibet nur in Gyirong vor.[4][2]
  - Cyananthus hayanus C.Marq.: Sie kommt im zentralen Nepal vor.[2]
  - Cyananthus himalaicus K.K.Shrestha: Sie kommt im zentralen Nepal vor.[2]
  - Cyananthus integer Wall. ex Benth. (Syn.: Cyananthus barbatus Edgew.): Sie kommt im westlichen Himalaya[2] vielleicht nur im nördlichen indischen Bundesstaat Uttarakhand vor.
  - Cyananthus lobatus Wall. ex Benth. (Syn.: Cyananthus lobatus var. farreri C.Marquand, Cyananthus insignis R.E.Grahame):[2] Sie kommt im nördlichen indischen Bundesstaat Punjab und in den östlich davon gelegenen indischen Himalaya-Gebieten in Nepal, Bhutan, nördlichen Myanmar, im südöstlichen Tibet (Nyingchi, Yadong, Zayü) und nordwestlichen Yunnan (Bijiang, Gongshan, Weixi) vor.[4]
  - Cyananthus microphyllus Edgew. (Cyananthus linifolius Wall. ex Hook. f. & Thomson nom. superfl.): Es gibt seit 1997 zwei Unterarten:[2]
    - Cyananthus microphyllus Edgew. subsp. microphyllus (Syn.: Cyananthus nepalensis Kitam.): Sie kommt in den nördlichen indischen Bundesstaaten Punjab sowie Uttarakhand, in Nepal und im südlichen Tibet nur in Nyalam vor.[4]
    - Cyananthus microphyllus subsp. williamsonii K.K.Shrestha: Sie wurde 1997 aus Nepal erstbeschrieben.[2]

  - Cyananthus pedunculatus C.B.Clarke: Sie kommt im östlichen Nepal, Sikkim, Bhutan und im südlichen Tibet nur in Yadong vor.[4]
  - Cyananthus sericeus Y.S.Lian: Dieser Endemit gedeiht in Felsspalten in Höhenlagen von 3500 bis 3600 Metern im südöstlichen Tibet nur in Cona.[4]
  - Cyananthus sherriffii  Cowan: Sie gedeiht auf alpinen Matten und im Dickicht in Höhenlagen von 3200 bis 5000 Metern im südlichen Tibet nur in Lhünzê sowie Nangxian.[4]

- Sektion Stenolobi (Franch.) Y.S.Lian: Die Arten sind hauptsächlich im Hengduan-Gebirge verbreitet:[1]
  - Cyananthus delavayi Franch. (Syn.: Cyananthus barbatus Franch. nom. illeg., Cyananthus microrhombeus C.Y.Wu): Sie gedeiht an Grashängen auf Kalk, in Wäldern und an Waldrändern in Höhenlagen von 1900 bis 4000 Metern im südwestlichen Sichuan sowie im nördlichen Yunnan.[4]
  - Cyananthus flavus C.Marq.: Es gibt seit 1991 zwei Unterarten:[4]
    - Cyananthus flavus C.Marq. subsp. flavus: Dieser Endemit gedeiht an Grashängen in Höhenlagen von 3100 bis 3600 Metern im nordwestlichen Yunnan nur in Lijiang sowie Zhongdian.[4]
    - Cyananthus flavus subsp. montanus (C.Y.Wu) D.Y.Hong & L.M.Ma (Syn.: Cyananthus mairei (H.Lév.) Cowan nom. illeg., Cyananthus montanus C.Y.Wu, Cyananthus albiflorus D.F.Chamb. nom. superfl.): Sie gedeiht an Grashängen in Höhenlagen von 2700 bis 3400 Metern im südwestlichen Sichuan (Xichang, Zhaojue) und nordöstlichen Yunnan (nur in Huize).[4]

  - Cyananthus formosus Diels (Syn.: Cyananthus chungdienensis C.Y.Wu): Sie gedeiht an Grashängen, auf Waldlichtungen, Waldrändern und auf Felsschutt in Höhenlagen von 2800 bis 4600 Metern im südwestlichen Sichuan (nur im autonomen Kreis Muli) und nordwestlichen Yunnan (Heqing, Lijiang, Zhongdian).[4]
  - Cyananthus incanus Hook. f. & Thoms. (Syn.:  Cyananthus dolichosceles Marquand, Cyananthus neglectus C.Marquand, Cyananthus petiolatus Franch.,  Cyananthus pilifolius C.Y.Wu, Cyananthus incanus var. bicolor Cowan, Cyananthus incanus var. decumbens Y.S.Lian, Cyananthus incanus var. nudicalyx Cowan, Cyananthus incanus var. parvus C.Marquand, Cyananthus incanus subsp. orientalis K.K.Shrestha, Cyananthus incanus subsp. petiolatus (Franch.) D.Y.Hong & L.M.Ma): Sie ist im zentralen Himalaya[2] in Bhutan, Sikkim sowie Nepal, im östlichen Tibet und in den chinesischen Provinzen südliches Qinghai, westliches Sichuan sowie nordwestliches Yunnan (Dêqên, Zhongdian) verbreitet.[4]
  - Cyananthus longiflorus Franch.: Sie gedeiht in Kiefernwäldern, an Trockenhängen und auf Sanddünen in Höhenlagen von 2800 bis 4300 Metern nur im westlichen Yunnan.[4]
  - Cyananthus macrocalyx Franch.: Es gibt zwei Unterarten:[4][2]
    - Cyananthus macrocalyx Franch. subsp. macrocalyx (Syn.: Cyananthus incanus var. leiocalyx Franch., Cyananthus leiocalyx (Franch.) Cowan, Cyananthus macrocalyx var. flavopurpureus C.Marq., Cyananthus macrocalyx var. pilosus C.Marq., Cyananthus pilosus (C.Marq.) K.K.Shrestha, Cyananthus neurocalyx C.Y.Wu, Cyananthus leiocalyx subsp. lucidus K.K.Shrestha):[2] Sie gedeiht auf alpinen Matten und Grashängen in Höhenlagen von 2500 bis 5000 Metern im südöstlichen Gansu nur in Zhugqu, im südlichen Qinghai nur in Nangqên, im westlichen Sichuan sowie in Yunnan.[4]
    - Cyananthus macrocalyx subsp. spathulifolius (Nannf.) K.K.Shrestha (Syn.: Cyananthus spathulifolius Nannf.): Sie kommt in Assam, Sikkim, im östlichen Nepal, Bhutan, Myanmar und im südöstlichen Tibet vor.[4][2]

  - Cyananthus wardii  C.Marq.: Sie gedeiht in Höhenlagen von 3400 bis 5000 Metern nur im südöstlichen Tibet.[4]

- Nicht in eine Sektion eingeordnet ist:
  - Cyananthus ligulosus  D.Y.Hong: Sie wurde 2015 aus Tibet erstbeschrieben.[2]